# Anita Skorgan
Anita Skorgan (født 13. november 1958 i Göteborg) er en norsk singer-songwriter. Hun har deltaget i Eurovision Song Contest tre gange for Norge. Den seneste, i 1982, var det i en duet med hendes daværende mand Jahn Teigen. Hun har desuden deltaget som korsanger et par gange.
| Deltagelser i Eurovision Song Contest |       |          |       |       |
| År                                    | Land  | Sang     | Plads | Point |
| 1977                                  | Norge | Casanova | 14    | 18    |
| 1979                                  | Norge | Oliver   | 11    | 57    |
| 1982                                  | Norge | Adieu    | 12    | 40    |

## Diskografi
- Til en venn (1975)
- Du er nær meg (1976)
- Tänk på mej (1976)
- Young Girl (1977)
- Anita Skorgan (1978)
- Ingen vei tilbake (1979)
- Krama dej (1979)
- De fineste (1980)
- Pastell (1981)
- Cheek to Cheek (1983) med Jahn Teigen
- Karma (1985)
- White Magic (1986)
- Basic (1990)
- Julenatt (1994)
- Våre beste barnesanger 4 (1998), med Odd Børretzen
- Julenatt (2000)
- Gull (2001)
- Julenatt (2008)
- Hele veien (2009)
- Adventus (2010)
- På gyllen grunn (2011)
- La høsten være som den er (2013)
- Jul på orkesterplass (2015), med KORK, Sondre Bratland, Rim Banna, Solveig Slettahjell & Rikard Wolff